# Cécile Chaminade
Cécile Chaminade (francès: Cécile Louise Stéphanie Chaminade)  (Batignolles-Monceau, 8 d'agost de 1857 - Montecarlo, 13 d'abril de 1944) fou una compositora i pianista francesa. Coneguda sobretot pel seu Concertino per a flauta i orquestra, la seva música i les seves interpretacions foren admirades per un públic que es delia per ella. La seva forma de viure la van convertir en una icona femenina i un model a seguir al tombant del segle xx. Als Estats Units, es van fundar més d'un centenar de clubs femenins i tota una línia de perfums i cosmètica amb el seu nom.

## Biografia
Cécile va néixer en un ambient burgès que va propiciar que de ben petita s'endinsés en la música com un embelliment més per a una noia de la seva posició. Els seus pares eren músics aficionats que allotjaven vetllades musicals a casa seva i en les quals Cécile va gaudir de la companyia de Georges Bizet, Emmanuel Chabrier o Benjamin Godard. Va revelar de molt jove els seus dons musicals, però la família no la va deixar estudiar al Conservatori i va haver de ser formada primer per la seva mare, pianista i cantant aficionada. Els seus primers passos en la composició van tenir lloc de molt petita. Als vuit anys va ensenyar la seva música sacra a un amic de la família, Georges Bizet, que va quedar molt impressionat amb el seu talent i va aconsellar als pares de donar-li una sòlida educació musical.
Sempre amb el desgrat del pare, Hippolyte Chaminade, que desaprovava la seva educació musical al Conservatori de París, va estudiar de forma privada amb els professors Félix Le Couppey (piano), Antoine Marmontel, Auguste Savard (contrapunt, harmonia i fuga), Martin-Pierre Marsick i Benjamin Godard (composició).

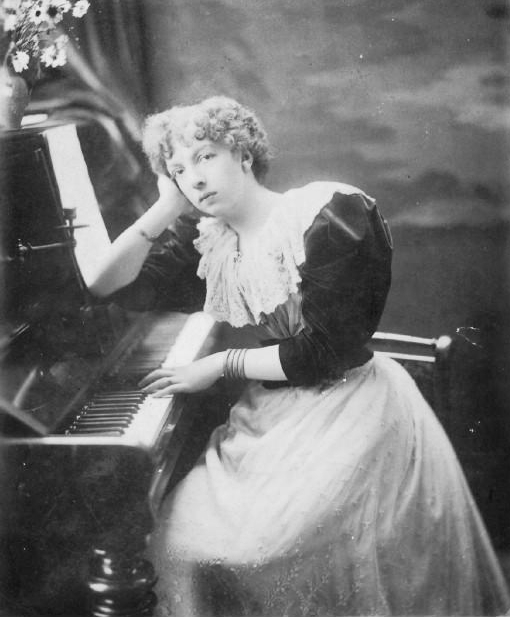
Cécile Chaminade el 1890

El 1877, aprofitant un viatge de son pare fora de la ciutat, Cécile faria el seu primer concert com a pianista, amb un gran èxit de crítica i públic. Un any més tard donaria a conèixer les primeres composicions en el que seria la seva veritable entrada en els recitals dedicats a les seves pròpies obres. Es va dur a terme a la casa de la família a Le Vésinet, un poble a l'oest de París. Àmpliament considerat i ben rebut, el programa va servir de model per al recital típic de Chaminade durant els vint anys següents: repertori compost enterament per les seves obres, una barreja de solos de piano i cançons vocals, amb Chaminade al piano. Aleshores tenia 20 anys, i des de llavors la seva popularitat va augmentar al llarg de la seva vida.
El 1901 Chaminade es va casar amb Louis-Mathieu Carbonel, un editor de música de Marsella més de vint anys més gran que ella, amb qui potser la va unir un amor platònic. Ell va morir set anys més tard i ella no es va tornar a casar mai. La seva neboda va escriure més tard que Cécile va evitar en general les relacions amoroses perquè no volia estar subjecta a l'autoritat masculina i volia preservar la seva independència professional.
Abans que la seva activitat compositiva es calmés a causa de la Primera Guerra Mundial i el deteriorament de la seva salut, va fer diversos enregistraments musicals entre 1901 i 1914 que majoritàriament eren rotlles de pianola.
També va ser presidenta de la Society of Women Musicians entre 1913 i 1914.
Chaminade va rebre molts premis de prestigi, que van culminar en l'admissió a la Legió d'Honor el 1913, la primera vegada que es concedia a una compositora. No obstant això, el premi va ser tardà i irònic, ja que la seva música havia estat àmpliament ignorada a França durant els 20 anys anteriors. En els seus últims anys, la seva neboda Antonieta Lorel, la va ajudar i va tractar de promoure la música de Chaminade després de la seva mort el 1944. Lorel va escriure una biografia pòstuma de Chaminade, però no es va publicar mai.
La música de Chaminade va ser totalment oblidada pel públic fins i tot uns anys abans de la seva mort. Va ser redescoberta als anys 1980 per Gérard Condé, un periodista de Le Monde. Les biografies de Marcia Citron i Cécile Tardif van tornar a posar d'actualitat la seva obra.

## Composició

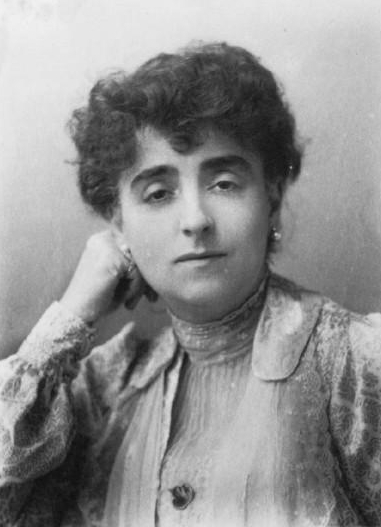
Cécile Chaminade el 1910

Chaminade va escriure sobretot peces per a piano i cançons de saló. La seva obra va ser considerable, amb unes 400 peces compostes, de les quals unes 200 foren per a piano i unes 140 foren cançons, totes amb caràcter descriptiu i que capten l'esperit de la belle époque. De molt d'èxit i popularitat en el seu dia, va ser oblidada en ser considerada compositora de peces de saló.
Chaminade va començar a compondre seriosament a principis del 1880. Les seves principals obres inclouen el primer trio per a piano, op. 11 (1880), i la Suite d'orchestre op. 20 (1881). Va crear una òpera, La Sévillane, que va tenir una actuació privada el 23 de febrer de 1882. Altres obres inclouen el ballet simfònic Callirhoe op. 37, estrenat a Marsella el 16 de març de 1888, i Les amazones, la seva única simfonia amb certs aspectes que recorden Wagner. El seu triomf artístic més gran fou el popular Concertstück per a piano i orquestra op. 40, que es va estrenar a Anvers el 18 d'abril de 1888. El concert de seguida va prendre vida pròpia. Va ser presentat a París, a Marsella i després a tot Europa i als Estats Units. D'aquest concert, també en va fer una versió per a dos pianos a Londres.
A la primavera de 1902, amb quaranta-quatre anys i gaudint de la seva fama com a pianista i compositora, Chaminade va rebre l'encàrrec de Théodore Dubois, director del Conservatori de París, d'escriure una peça per a flauta per al concurs anual de l'escola. Fou el Concertino op. 107 per a flauta i orquestra. La peça exigeix gran habilitat tècnica i s'ha mantingut com un element bàsic del repertori de flauta. Va ser composta inicialment per a flauta i piano, però la compositora el va orquestrar per ser tocat a Londres per la seva amiga Marguerite de Forest Anderson. Moltes de les seves obres per a flauta, incloent Sérénade aux étoiles, Pièce romantique i Gavotte, van ser dedicades a Adolphe Hennebains, professor de flauta del Conservatori de París.
Després de 1890 Chaminade va compondre principalment peces de caràcter i melodies, sobretot per raons econòmiques, estètiques i discriminatòries. El seu pare havia mort el 1887, per la qual cosa realment tenia una necessitat de guanyar-se la vida a partir de la publicació de la seva música. Es va allunyar de la música de gran format, com la simfonia, l'òpera i el concert, per escriure peces de caràcter més popular que s'adaptaven a la majoria de les seves fans femenines. Aquesta música es va fer molt popular, sobretot a Anglaterra i als Estats Units; la promocionà en extenses gires de concerts. Chaminade es va convertir en una assídua visitant de la reina Victòria d'Anglaterra, i va visitar clubs de fans en 12 ciutats diferents en una gira molt reeixida econòmicament dels Estats Units.
La seva música és harmoniosa i accessible, amb melodies fàcils de recordar, passatges cromàtics suaus i textures clares. Posa l'accent en l'enginy i el color, i és típicament francesa. La seva música és sovint inspirada en la dansa. Les melodies són molt apropiades per a la veu i són expressives i poètiques, adequades per als recitals.

## Obres

### Obres amb número d'opus
- Op. 3, Scherzo-étude
- Op. 4, Caprice-étude
- Op. 5, Menuet
- Op. 6, Berceuse
- Op. 7, Barcarolle
- Op. 8, Chaconne (1879)
- Op. 9, 2 pièces : 1 (sol major) Pièce romantique (1880), 2 Gavotte
- Op. 10, Scherzando
- Op. 11, Trio avec piano #1 (sol mineur) : 1 allegro ; 2 andante ; 3 presto leggiero ; 4 allegro molto agitato (1881)
- Op. 12, Pastorale enfantine (1881)
- Op. 18, Capriccio pour violon et piano (1881)
- Op. 19, La Sévillane, obertura d'una òpera que no es va arribar a publicar
- Op. 21, Sonate (do menor): 1 allegro appassionato ; 2 andante ; 3 allegro (1881)
- Op. 22, Orientale
- Op. 23, Menuet (si mineur) (1881)
- Op. 24, Libellules (1881)
- Op. 25, Deux morceaux : 1 Duetto ; 2 Zingara ;
- Op. 28, Étude symphonique (si bemoll major) (1883)
- Op. 29, Sérénade (ré majeur) (1884)
- Op. 30, Air de ballet (sol major) (1884)
- Op. 32, Guitare (1885)
- Op. 33, Valse caprice (1885)
- Op. 35, 6 études de concert : 1 (ut majeur) Scherzo ; 2 (ré bémol majeur) Automne ; 3 Fileuse ; 4 Appassionato 5 (fa major) Impromptu ; 6 (re major) Tarantelle (1886)
- Op. 34, Trio avec piano #2 (do menor) : 1 allegro moderato ; 2 lento ; 3 allegro energico (1887)
- Op. 36, 2 pièces : 1 ; 2 Pas des cymbales (1887)
- Op. 37, Airs de Ballet : 1 ; 2 Pas des amphores ; 3 Pas des écharpes ; 4 Callirhöe ; 5 Danse pastorale (1888)
- Op. 38, Marine (1887)
- Op. 39, Toccata (1887)
- Op. 40, Concertstück pour piano et orchestre
- Op. 41, Air de ballet. Pierrette (mi bemoll major) (1889)
- Op. 42, Les Willis, caprice (1889)
- Op. 43, Gigue (ré majeur) (1889)
- Op. 50, La lisonjera (sol bemoll major) (1890)
- Op. 51, La livry, air de ballet (1890?)
- Op. 52, Capriccio appassionato (1890)
- Op. 53, Arlequine (fa major) (1890)
- Op. 54, Caprice espagnol. Lolita (re bemoll major) (1890)
- Op. 55, 6 pièces romantiques: 6 rigaudon (1890)
- Op. 56, Scaramouche (1890)
- Op. 57, Havanaise (1891)
- Op. 58, Mazurk suédoise (1891)
- Op. 60, Les sylvains (1892)
- Op. 61, Arabesque (1892)
- Op. 66, Studio (1892)
- Op. 67, Caprice espagnol. La morena (1892)
- Op. 73, Valse carnavalesque (1894)
- Op. 74, Pièce dans le style ancien (1893)
- Op. 75, Danse ancienne (1893)
- Op. 76, 6 romances sans paroles : 1 souvenance ; 2 (mi major) élévation ; 3 idylle ; 4 églogue ; 5 chanson bretonne ; 6 méditation (1894)
- Op. 77, Deuxième valse(1895)
- Op. 78, Prélude (1895)
- Op. 80, Troisième valse brillante (1898)
- Op. 81, Terpsichore, sixième air de ballet (1896)
- Op. 82, Chanson napolitaine (1896)
- Op. 83, Ritournelle (1896)
- Op. 84, Trois préludes mélodiques (1896)
- Op. 85, Vert-Galant (1896)
- Op. 86, Romances sans paroles: 1 souvenance ; 2 élévation ;
- Op. 87, 6 pièces humoristiques: 2 sous bois ; 3 inquiétude ; 4 autrefois ; 5 consolation ; 6 norvégienne (1897)
- Op. 88, Rimembranza (1898)
- Op. 89, thème varié (la major) (1898)
- Op. 90, Légende (1898)
- Op. 91, Valse #4 (ré dièse mineur) (1898)
- Op. 92, Deuxième arabesque (1898)
- Op. 93, Valse humoristique (1906)
- Op. 94, Havanaise #2 danse créole (1898)
- Op. 95, Trois danses anciennes : 1 passepied ; 2 pavane ; 3 courante (1899)
- Op. 97, Rondeaux pour violon et piano (1899)
- Op. 98, 6 feuillets d'album: 1 promenade ; 2 scherzetto ; 3 (re bemoll major) élégie ; 4 valse arabesque ; 5 chanson russe ; 6 rondo allègre (1900)
- Op. 101, L'ondine (1900)
- Op. 103, Moment musical (1900)
- Op. 104, Tristesse (do sostingut menor) (1901)
- Op. 105, Divertissement (1901)
- Op. 106, Expansion (1901)
- Op. 107, Concertino pour flûte et orchestre en ré majeur (1902)
- Op. 108, Agitato (1902)
- Op. 109, Cinquième valse (1903)
- Op. 110, Novelette (1902)
- Op. 111, Souvenir lointains (1911)
- Op. 112, Sixième valse, valse-ballet (1904)
- Op. 113, Caprice humoristique (1904)
- Op. 114, pastorale (1904)
- Op. 115, Valse #7 valse romantique (1905)
- Op. 116, Sous le masque (1905)
- Op. 118, Étude mélodique (sol bemoll major) (1906)
- Op. 119, Valse tendre (fa majeur) (1906)
- Op. 120, Variations sur un thème original(1906)
- Op. 122, 3 contes bleus : 2 (1906)
- Op. 123, Album d'enfants : 2 intermezzo. pas de sylphes ; 4 rondeau ; 5 gavotte ; 9 orientale ; 10) tarantelle (1906)
- Op. 124, Étude pathétique (si menor) (1906)
- Op. 126, Album d'enfants : 1 idylle ; 2 aubade ; 3 rigaudon ; 4 Églogue ; 5 ballade ; 6 scherzo-valse ; 7 élégie ; 8 novelette ; 9 patrouille ; 10 villanelle ; 11 conte de fées ; 12 valse mignonne (1907)
- Op. 127, 4 Poèmes provençaux : 1 dans la lande ; 2 solitude ; 3 le passé ; 4 pêcheurs de nuit (1908)
- Op. 130, Passacaille (mi majeur) (1909)
- Op. 134, Le retour (1909)
- Op. 137, Romance (re major) (1910)
- Op. 139, Étude scolastique (1910)
- Op. 142, Sérénade aux étoiles (1911)
- Op. 143, Cortège (1911)
- Op. 148, Scherzo-valse (1913)
- Op. 155, Au pays dévasté (1919)
- Op. 158, Danse païenne (1919)
- Op. 164, Air à danser (1923)
- Op. 150, Sérénade espagnole (1925)
- Op. 165, Nocturne (1925)
- Op. 167 Messe pour deux voix égales

### Obres sense número d'opus
- Les Rêves (1876)
- Te souviens-tu ? (1878)
- Auprès de ma mie (1888)
- Voisinage (1888)
- Nice-la-belle (1889)
- Rosemonde (1890)
- L'Anneau d'argent (1891) -poema de Rosemonde Gérard
- Plaintes d'amour (1891)
- Viens, mon bien-aimé! (1892)
- L'Amour captif (1893) -poema de Thérèse Maquet
- Ma première lettre (1893)
- Malgré nous! (1893)
- Si j’étais jardinier (1893)
- L'Été (1894)
- Mignonne (1894) -poema de Ronsard
- Sombrero (1894)
- Villanelle (1894)
- Espoir (1895)
- Ronde d'amour (1895)
- Chanson triste (1898)
- Mots d'amour (1898)
- Alleluia (1901)
- Au firmament (1901)
- Écrin ! (1902)
- Bonne humeur! (1903)
- Menuet (1904)
- La Lune paresseuse (1905)
- Je voudrais (1912)
- Attente. au pays de Provence (1914)